# Chiara Lubich
Chiara Lubich (su nombre civil, Silvia) (Trento, Italia, 22 de enero de 1920 - Rocca di Papa, Italia 14 de marzo de 2008) fue una docente y ensayista italiana, fundadora y presidente del Movimiento de los Focolares, difundido en todo el mundo, que tiene como objetivo la unidad entre los pueblos y la fraternidad universal. De fe católica y considerada una de las mujeres más relevantes de la Iglesia, es una de las figuras más representativas y fecundas del diálogo ecuménico, interreligioso e intercultural.
Debido a su empeño constante en tender puentes de paz y de unidad entre las personas, generaciones, estratos sociales y pueblos, implicando a personas de toda edad, cultura y credo, ha obtenido numerosos reconocimientos, entre ellos el Premio Unesco para la Educación a la Paz (París, 1996) y el Premio Derechos Humanos del Consejo de Europa (Estrasburgo, 1998).
El nombre de Chiara Lubich ha entrado en la historia de la espiritualidad de los siglos XX y XXI entre los maestros y místicos más escuchados por la genuina inspiración evangélica, la dimensión de universalidad y la incidencia cultural y social que caracterizan su pensamiento y su obra. Ha realizado “un ejemplo de nuevo humanismo planetario, profético y liberador”, como fue reconocido por los numerosos doctorados honoris causa otorgados a Chiara Lubich por parte de distintas universidades del mundo.

## Biografía

### Los orígenes
Chiara Lubich fue bautizada con el nombre de Silvia. Adopta el de Chiara cuando ingresa en la Tercera Orden Franciscana (1942-1949). Es la segunda de cuatro hijos. La madre, Luigia Marinconz, es una ferviente católica; el padre, Luigi, es socialista y antifascista convencido.

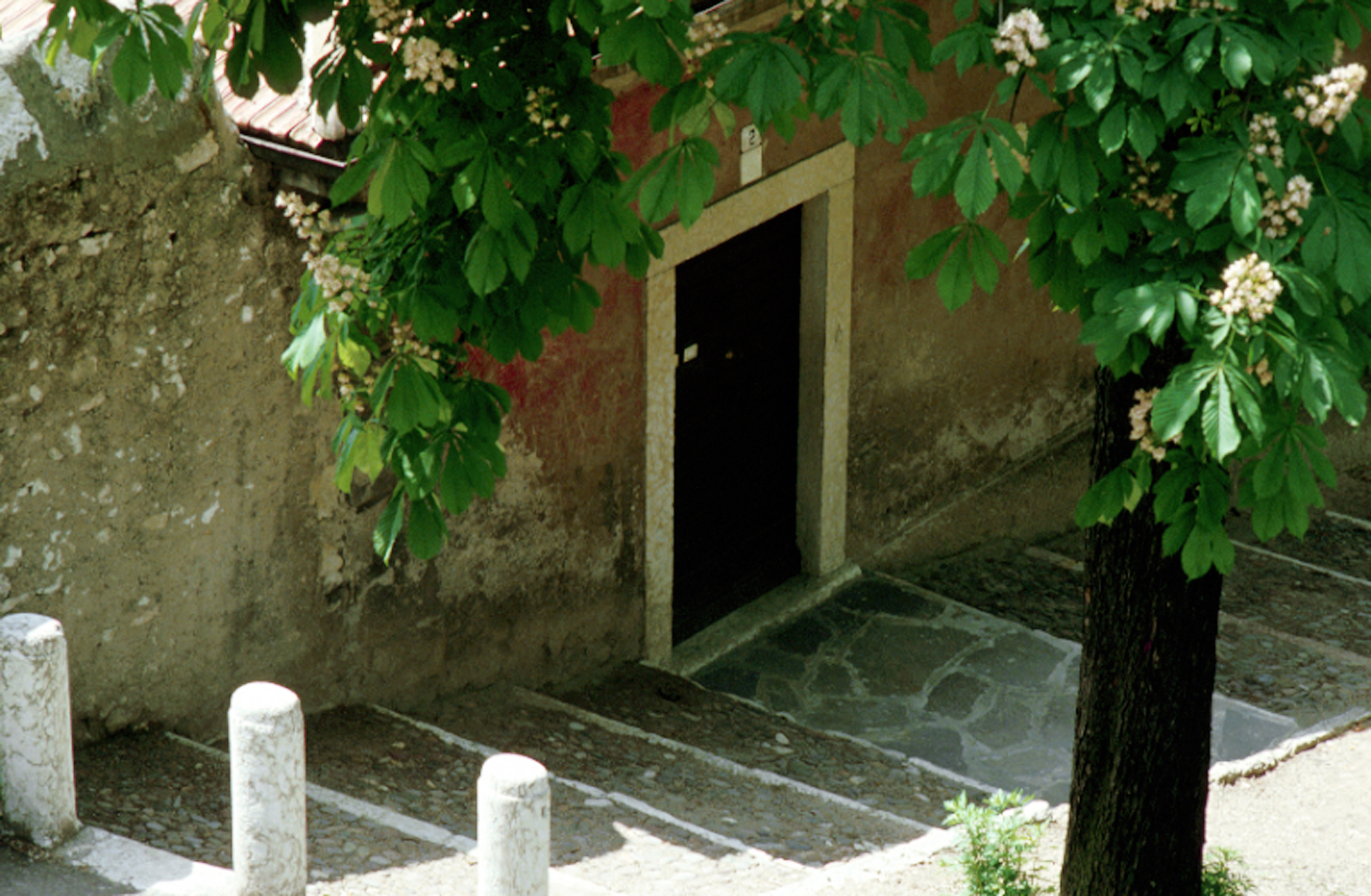
Piazza Cappuccini - Primo Focolare

#### Infancia y adolescencia
El padre, tipógrafo del periódico de los socialistas trentinos, IlPopolo, dirigido por Cesare Battisti, después de la eliminación del diario por parte del régimen fascista, comienza una actividad de exportación de vinos italianos a Alemania, pero debido a la crisis de 1929 se ve forzado a cerrarla. Como había rechazado el carnet de pertenencia al Partido Nacional Fascista, se ve obligado a tomar trabajos ocasionales y comienza a ser perseguido. La familia vive privaciones durante años. Para contribuir a la economía familiar, desde muy joven Chiara da lecciones particulares. Es educada por la madre y las Hermanas de María Niña en una fe cristiana sólida. De su padre, de su hermano, Gino, y de la vida en la pobreza hereda una marcada sensibilidad social. A los 15 años ingresa a las filas de la Acción Católica, en cuyo seno pronto se convierte en dirigente juvenil diocesana.

#### Estudios y enseñanza
Ya desde niña se había manifestado en ella una sed de verdad, la búsqueda de Dios. Asiste a las scuole magistrali (escuelas secundarias con título docente, habilitante para ejercer la docencia en la escuela primaria) y se apasiona por la filosofía. Ni bien se gradúa, su deseo es ingresar a la Universidad Católica de Milán. Por apenas un punto, pierde el concurso para una beca de estudio. Profundamente amargada, se serena cuando experimenta una certeza interior: “Yo [Dios] seré tu Maestro”.
Recién recibida, se dedica a la docencia en escuelas primarias de los valles del Trentino (1938-1939) y luego en Cognola (Trento) en la escuela del orfanato administrado por los padres Capuchinos (1940-1943). En el otoño de 1943 deja la enseñanza y se inscribe en la Universidad Ca’ Foscari de Venecia, mientras continúa dando clases particulares, pero interrumpe los estudios a fines del año siguiente a causa de los sucesos bélicos.

### Etapas fundacionales: 1942-1951

#### “Un descubrimiento decisivo”
En plena guerra, mientras los dramas de millones de víctimas, de las deportaciones en masa y del Holocausto constituyen una derrota para la humanidad, al punto de poner en discusión incluso la comprensión de sí misma, del mundo y del mismo Dios, aflora en Chiara una alternativa potente y luminosa: el descubrimiento “fascinante y decisivo” de Dios Amor, que será la chispa inspiradora de la obra de paz y de unidad que nacerá luego. Este descubrimiento sucede en el otoño de 1942, en un diálogo con el fraile capuchino Casimiro Bonetti. Siguiendo su propuesta, Chiara ingresa a la Tercera Orden Franciscana “para reanimarla y rejuvenecerla”. Atraída por la elección radical de Dios de santa Clara de Asís, toma su nombre. Esta nueva experiencia espiritual se refleja en las conferencias que brinda a las jóvenes de la Tercera Orden. Entre ellas se encuentra una joven de 18 años, Natalia Dallapiccola, que será la primera en seguirla.

#### Las lecciones de la guerra
El 2 de septiembre de 1943 un primer bombardeo de las fuerzas anglo-americanas toma por sorpresa a Trento, hasta ese momento al margen de la guerra. En los días siguientes, como consecuencia del armisticio entre Italia y los aliados, el territorio trentino es ocupado por las fuerzas nazi y anexado al Tercer Reich. Mientras tanto, el hermano, Gino, ingresa a las filas partisanas comunistas que combatían el régimen nazi-fascista. Más tarde, en el verano de 1944, será arrestado y torturado. Para Chiara se abre un nuevo escenario. El derrumbe de cualquier seguridad y perspectiva de futuro suponen una dura lección: todo cae, todo le parece ser “vanidad de vanidades”, “solo Dios permanece”. Aquel Dios redescubierto como Amor. Se hace viva en ella la certeza de que “el amor es la salvación del siglo XX”. Comunica esta novedad con “letras de fuego” que escribe a familiares, a las jóvenes de la Tercera Orden, a sus compañeras de trabajo. Muy pronto otras jóvenes se sienten atraídas por esta “aventura divina”.

#### La llamada
Dos meses más tarde, a finales de noviembre de 1943, recibe una llamada interior decisiva a elegir a Dios como único ideal de su vida. Pocos días después, el 7 de diciembre, en la capilla del colegio de los Capuchinos, pronuncia su sí total, para siempre, con el voto de castidad. Aquel acto “personal y secreto” será el inicio de una nueva obra: el Movimiento de los Focolares.

#### La revolución nacida del Evangelio
En los refugios antiaéreos, donde ante cada alarma se encuentra con sus primeras compañeras, lleva solo el Evangelio.

Era el único libro que nos había quedado. Lo leíamos en los refugios y aquellas palabras, oídas tantas veces, empezaron a tomar un sentido profundo, un esplendor inusual para nosotras. Eran universales, para toda época. Y escritas con divina perfección, impulsaban a las personas a traducirlas en vida

Allí encuentran cómo responder al amor de Dios, la Verdad tan buscada y la nueva medicina para reconstruir el tejido social herido.

#### Entre los pobres
La guerra siembra destrucción, hambre y miseria. Chiara y sus primeras compañeras se dedican a los más pobres de Trento, en quienes reconocen la presencia de Jesús (cf. Mt 25, 40). Comparten con ellos lo poco que tienen. Gracias a la implicancia en esta aventura de un número creciente de personas, llegan con inusual abundancia alimentos, ropas y medicinas. Experimentan el “den y se les dará”, “pidan y recibirán”. Con asombro, hacen la experiencia de que aquello que el Evangelio promete se cumple de inmediato. La acción de Chiara se vuelve sistemática: traza un programa articulado que apuntaba a “resolver el problema social de Trento”. En 1947 toma forma el plan “fraternidad en acción”. En febrero de 1948, en un editorial firmado por Silvia Lubich publicado en el L’AmicoSerafico, periódico de los padres Capuchinos, anuncia al pequeño grupo que la rodeaba, la comunión de bienes según el ejemplo de los primeros cristianos. A los pocos meses ya son 500 las personas involucradas en esta comunión espontánea de bienes materiales y espirituales.

#### La vida por la unidad de la familia humana
En aquel tiempo oscuro sin perspectiva de futuro, se abre a los ojos de Chiara un proyecto universal.

Reunidas un día en un sótano, para evitar los peligros de la guerra, abrimos el Evangelio al azar: y nos encontramos frente a la solemne oración de Jesús al Padre, cerca del arroyo del Cedrón, hacia el huerto de los olivos: “Padre santo, ha llegado la hora”. Fue una plegaria única, antes de morir. “Cuida en tu Nombre a aquellos que me has dado”. “No ruego solamente por ellos, sino también por los que, gracias a su palabra, creerán en mí, para que todos sean uno... para que el mundo crea que tú me enviaste”. Aquellas palabras, antes ignoradas, brillaron como soles en la noche: noche de un tiempo de guerra. Con estas palabras nos parecía como si Jesús arrojara un lazo al Cielo y nos uniera a nosotros, miembros dispersos, en la unidad. Era la carta magna del cristianismo. Deberíamos posponer cualquier otra cosa a la unidad.

Pero la unidad era posible con una condición: una circunstancia fortuita, el 24 de enero de 1944, hace descubrir a Chiara que el mayor dolor que Jesús había sufrido fue cuando gritó, en la cruz: “Dios mío, Dios mío, ¿por qué me has abandonado?” (Mc 15, 34). Desde aquel momento, la elección de Dios Amor será para Chiara la elección de “Jesús abandonado”, Poco a poco se hará camino en ella y en quienes compartían esta elección, la certeza de que justamente en aquel momento Jesús había cambiado la historia de la humanidad, al haber transformado toda forma de dolor en “nueva vida”.

Desde entonces hemos reconocido y amado su rostro en todos los dolores: en los de las personas abandonadas: tristes, traicionadas y desilusionada: en todas las divisiones del mundo. Experimentábamos que El dolor amado se transformaba en alegría. Es un amor más fuerte que el odio. Y hemos visto cómo se derrumbaban las barreras entre personas: hemos visto abrirse el telón de acero, caer nacionalismos y racismos, hemos experimentado, aunque sea a pequeña escala, qué riqueza puede surgir del encuentro entre estas diversidades.

Es Él la medida para obrar aquel mandamiento que descubren en el corazón del Evangelio: “Ámense los unos a los otros como yo los he amado” (Jn 15, 12). Este mandamiento se revelará como el ADN de un nuevo orden social.

Es un amor que te lleva a la comunión de los bienes espirituales y materiales. Suscita un nuevo estilo de vida que tiene la caracteristica de dar y de recibir, nos lleva a ser ’un solo corazón y una sola alma”

El amor recíproco, vivido con radicalidad, produce un salto de calidad en su vida:

Experimentamos una alegría, una paz nueva, una plenitud de vida, una luz inconfundible. Es Jesús que realiza entre nosotros aquella promesa suya: “Porque donde hay dos o tres reunidos en mi Nombre, yo estoy presente en medio de ellos” (Mt 18, 20)

Esta unidad que ChiaraLubich y sus primeras compañeras experimentaban, la entendían como destinada al mundo entero. Ya en 1946 proponía una fraternidad universal y señalaba el “cómo”:

Es preciso sobrepasar siempre con el pensamiento y con el afecto cada límite impuesto por la naturaleza humana y tender constantemente, como hábito, a la fraternidad universal en un solo Padre: Dios.

#### Una nueva corriente espiritual
Mientras Chiara y sus primeras compañeras creían vivir sencillamente el Evangelio, “de manera inadvertida, el Espíritu subrayaba aquella Palabra que constituiría los principios operantes de una nueva corriente espiritual, ‘la espiritualidad de la unidad’ o ‘espiritualidad de comunión’, suscitada por un carisma, don del Espíritu para nuestra época, como será reconocido por la Iglesia Católica y por otras iglesias cristianas. Con el tiempo estos principios fueron expresados y profundizados por Chiara en sus escritos espirituales y en su continua animación espiritual del Movimiento hasta convertirse en una rica y sólida síntesis de experiencia cristiana, notable patrimonio de ideas y de experiencias de vida, de un sello marcadamente comunitario. Se revelará en sintonía con el giro impreso, veinte años más tarde, por el Concilio Vaticano II Tendrá incidencia en el plano social, cultural, político y económico.

#### Una elección decisiva
El 13 de mayo de 1944 la ciudad de Trento sufre uno de los bombardeos más devastadores. Incluso la casa de Chiara sufre daños y queda en ruinas. Sus familiares son evacuados a la montaña. Ella hace una elección difícil, decisiva para el futuro: permanece en la ciudad para sostener al grupo cada vez más numeroso de muchachas animadas por sus acciones y su palabra. Mientras se dirige en búsqueda de sus jóvenes compañeras, se encuentra con una mujer enloquecida de dolor por la muerte de cuatro miembros de su familia. Esto, para ella, es la llamada a posponer su propio dolor para hacer suyos los dolores de la humanidad.

#### Primer núcleo: el focolar
En otoño de aquel año encuentra un pequeño departamento en Piazza Cappuccini, 2, donde vive con algunas compañeras. Se forma “inadvertidamente” una pequeña y original comunidad que se propagará con el nombre de “focolar” (hogar), “que es símbolo de casa y de unidad familiar”, nombre asignado de inmediato por todos aquellos que habían experimentado el “fuego” del amor evangélico que ardía en aquel grupo de jóvenes. El “focolar” se convierte en la primera articulación (aunque todavía incompleta) del naciente Movimiento, y constituirá el “corazón”, la columna vertebral. En el otoño de 1948 un joven obrero, Marco Tecilla, y un comerciante, Livio Fauri, deciden seguir el “nuevo” camino de Chiara, dando inicio al primer focolar masculino en un modestísimo local. En 1953, el “focolar” adquiere su forma “definitiva” cuando formen parte también las personas casadas, el primero de ellos, Igino Giordani, marcando el nacimiento de un nuevo camino seguido por muchos matrimonios, deseosos de perfección.

#### Años de dura prueba
Pero la terrible realidad de la guerra no es la única dificultad a superar. A partir de 1945, en Trento, comienzan a propagarse críticas, incomprensiones, acusaciones con respecto a esta “nueva comunidad”. Vivir el Evangelio y comunicarse las experiencias, poner en común los pocos bienes y hacer de la unidad el ideal, suscitaba sospechas de protestantismo o de una nueva forma de comunismo, la otra gran amenaza de aquellos tiempos. No solo eso: la radical propuesta de Chiara de vivir el Evangelio provoca la acusación de fanatismo, y la palabra “amor”, infrecuente en el ámbito católico en aquel entonces, se presta a interpretaciones equívocas. 
“El que los escucha a ustedes, me escucha a mí” (Lc 10, 16): esta frase evangélica motiva a Chiara y al primer grupo de Trento a visitar al obispo, monseñor Carlo de Ferrari, el cual la escucha, se informa y le asegura: “Aquí está el dedo de Dios, vayan adelante”; confirma además que “esta experiencia” era “una cosa nueva” con respecto a la Tercera Orden Franciscana. Monseñor de Ferrari oficializa tal novedad el 1 de mayo de 1947, con la aprobación del Estatuto de los Focolares de la Caridad – Apóstoles de la unidad. En marzo de 1949, un decreto del dicasterio vaticano para los Religiosos establece la distinción de los Focolares de la Caridad de la Tercera Orden de los Capuchinos, que había sido, por así decirlo, cuna del Movimiento.
Las acusaciones, sin embargo, no cesaron. En 1951 el Santo Oficio da inicio a un largo estudio y a una serie de confrontaciones con la joven fundadora. Durante este largo periodo de suspensión, Chiara vive una profunda prueba interior. Muchas veces ella misma la compara con el grano de trigo del Evangelio, que cae en tierra y muere para dar fruto.

#### Aprobación pontificia
La larga prueba llega a su fin en 1962, con la primera aprobación pontificia ‘ad experimentum’, durante el pontificado de Juan XXIII, en los años en los cuales se abre la temporada del Concilio Vaticano II, confirmada luego en 1964 por Pablo VI. Inmediatamente el Movimiento, en pleno crecimiento, asume una fisonomía compuesta fijada en nuevos Estatutos que son aprobados por el papa Juan Pablo II en 1990.
Ya en 1984, Juan Pablo II había reconocido en el carisma de Chiara una “radicalidad del amor” que lo había acercado al de Ignacio de Loyola y otros fundadores. Al año siguiente, en una audiencia, da su consentimiento al pedido de que, en el futuro, sea siempre una mujer quien esté al frente del Movimiento que comprende también a sacerdotes, religiosos y obispos. Su respuesta es: “¡Tal vez! Yo lo veo como expresión del perfil mariano de la Iglesia”. Se vislumbran así nuevos horizontes en el papel de la mujer en la Iglesia. En ese mismo año, Juan Pablo II la nombra consultora del Pontificio Consejo para los Laicos. Chiara interviene en el Sínodo de los obispos de 1985, 1987 y 1999.

#### El encuentro con Igino Giordani
Debido a distintas circunstancias Chiara se traslada desde Trento a Roma. El 17 de septiembre de 1948 conoce, en la sede del Parlamento italiano, aIginoGiordani (1884-1980), diputado, escritor, periodista, pionero del ecumenismo, padre de cuatro hijos. Estudioso y experto en la historia de la Iglesia, capta todo lo que el Espíritu obraba en Chiara y decide seguirla. Con las vírgenes, será parte integrante del focolar. Tras su estela, muchos otros en el mundo continuarán esta original forma de consagración abierta a los casados. Al mismo tiempo, Giordani será un importante sostén a la contribución del desarrollo del ecumenismo y de la dimensión civil y social del estilo de vida suscitado por su espiritualidad, al punto de que fuera reconocido por Chiara como cofundador del Movimiento. Actualmente está en curso su proceso de beatificación.

#### Un periodo de luz especial
Tras años de intensa actividad, en el verano de 1949, Chiara se dirige junto con sus compañeras al Valle di Primiero (TN) para descansar. Aquí la esperaba una serie de iluminaciones muy particulares: una gracia que generalmente está reservada a fundadores o figuras sobre las cuales se ha manifestado un plan de Dios especial. En esta experiencia mística, que pasó a la historia como Paraíso ’49, Chiara, “acogida en el seno del Padre”, penetra –todo lo que es posible para una criatura– los secretos del Cielo: el misterio de la Santísima Trinidad, el esplendor de María, la creación en su nueva dimensión de “cielos nuevos y tierra nueva”. Comprende también el proyecto de Dios sobre el Movimiento de los Focolares y su futuro desarrollo. Chiara comunica constantemente a Igino Giordani y a las jóvenes que están con ella las “comprensiones espirituales” que está viviendo, haciéndolos partícipes de la mismo experiencia hasta convertirse, como dirá luego, “en una sola alma”. Es una experiencia fundacional de la nueva espiritualidad comunitaria y de la realidad eclesial que tomará forma a partir de ella.

### Un proyecto que se encarna en la historia
En septiembre de ese año 1949 Chiara regresa a Roma. Comienza una nueva etapa: la inmersión en la humanidad para llevar la luz, la experiencia de Dios y de unidad vivida en Tonadico, condición “para que todo se revolucione: la política y el arte, la escuela y la religión, la vida privada y el ocio. Todo”.

#### El encuentro con Pasquale Foresi
Antes de que finalizara el año sucede otro encuentro “histórico”: el que tiene con un joven de Pistoia, Pasquale Foresi (1929-2015), que se había formado en ambientes católicos y se encontraba sumido en una profunda búsqueda interior. Se convertirá en uno de los más estrechos colaboradores de Chiara, considerado por ella como “cofundador”, junto con Igino Giordani.

#### Difusión
El Movimiento se difunde rápidamente: en Italia luego de la posguerra, en 1945; desde 1956 en Europa, tanto en el Oeste como en el Este. Y comienza a difundirse en los otros continentes: en 1958 en América Latina; en 1961 en América del Norte, en 1963 en África y en 1966 en Asia, y en Australia en 1968.

#### Bocetos de una sociedad renovada: la Mariápolis
Entre 1950 y 1959, en las montañas trentinas, cada verano se unían a Chiara y el pequeño primer grupo, jóvenes, familias, profesionales, políticos, sacerdotes y religiosos, obispos que, en un clima de vacaciones, decidían experimentar la nueva vida evangélica que habían descubierto. Son tiroleses del sur e italianos, franceses y alemanes que ven desvanecerse los odios y rencores heredados del reciente conflicto bélico. Toma forma de manera espontánea el primer boceto multicultural de sociedad renovada por el Evangelio, al que se le dará el nombre de “Mariápolis” (ciudad de María). Entre los políticos que se reencuentran en Fiera, en 1953, está quien era entonces presidente del Consejo de Ministros Italiano, Alcide De Gasperi. En 1959, por turnos, se reúnen en el Valle di Primiero otras 10 mil personas de 27 nacionalidades, entre ellas checoslovacos, brasileños y chinos de Taiwán.
Ese mismo verano, ante un grupo de políticos, Chiara habla con tono profético de la unidad entre los pueblos, prefigurando una “nueva era”:

“È arrivato il momento, in cui la patria altrui va amata come la propria”. Oggi i tempi domandano una coscienza sociale che edifichi non solo la propria terra, ma aiuti l’edificazione di quelle altrui

En la Mariápolis de 1956 nace, aun en fase embrionaria, la revista Città Nuova. En el editorial de uno de los primeros números, Chiara presenta el ideal:

Queremos recoger cuantas aspiraciones a la unidad germinan hoy en la tierra... para que el bien de un hermano se convierta en el bien común y en lo común de cada uno

### Una Obra en construcción
Muchas veces Chiara se ha definido a sí misma como un simple instrumento en manos del Artista, por él “moldeado con miles y miles de métodos dolorosos y felices”. Y es justamente en los años dolorosos, bajo el estudio del Santo Oficio, que comienza la construcción de su obra. Tendrá un sorprendente desarrollo con la articulación en distintas ramas y movimientos después de la aprobación pontificia a comienzos de los años sesenta. Chiara ha repetido en numerosas ocasiones que ella jamás tuvo un programa:

El proyecto de esta Obra no ha existido ni ha sido pensado solo por la mente humana, sino que viene de lo Alto. Son en general las circunstancias las que nos manifiestan aquello que Dios quiere. Nosotros buscamos seguir su voluntad día tras día.

La escucha constante del grito de abandono del Crucificado que se alza desde la humanidad en la atención concreta a cada persona y a los sucesos de la historia, le abrió un horizonte infinito, le dio un corazón nuevo para mirar y sanar los dramas de las divisiones, inclinarse ante las heridas de todo tipo para sanarlas a través de acciones, obras, movimientos de compromiso.

#### Revolución húngara ’56: “los voluntarios de Dios”
Profundamente afectada por el drama de la sangrienta insurrección húngara, Chiara conoce en Viena a un jovencísimo prófugo que conservaba, todavía, el arma con la cual había combatido. Identifica las raíces de aquel drama con la erradicación de Dios. Y haciéndose eco del grito del papa Pío XII, quien en el radiomensaje de noviembre de 1956 invocaba el regreso a Dios, “fuente de todo derecho, justicia, paz y libertad, vínculo de los pueblos y de las naciones”, lanza desde las páginas de Città Nuovaun llamamiento apelando, en primer lugar, al laicado católico, a

edificar una nueva sociedad, renovada por la Buena Noticia, siempre antigua y siempre nueva, donde brillen con el amor la justicia y la verdad. Una sociedad que testimonie un solo nombre: Dios.

Rispondono operai e professionisti, medici e contadini, politici e artisti. Nascono così i “volontari di Dio”, la prima di 18 diramazioni.

#### Por la renovación de la sociedad: Humanidad Nueva
A partir del compromiso social de los años cincuenta, Chiara pone en marcha los Centros específicos: para la política, la economía, la medicina y el arte. Son los precedentes de un desarrollo que dará vida, a partir de 1968, a un amplio movimiento que será denominado “Por una nueva sociedad”, y más tarde: Humanidad Nueva
.

#### Jóvenes: contestación global y revolución evangélica
Los años sesenta se caracterizan por otro fenómeno mundial: la inquietud y la rebelión de los jóvenes. Aun antes de que estallara la contestación juvenil del “68”, en 1967 Chiara lanza otra revolución: la revolución del amor codificada en el Evangelio, con un fuerte llamado: “Jóvenes de todo el mundo, ¡únanse!”. Y los jóvenes del Norte y del Sur del mundo responden en gran número. Nace el Movimiento Gen (Generación Nueva). 
Ya en 1972 Chiara prevé que el encuentro entre pueblos y culturas del mundo entero “será irreversible” y marcará “un giro en la humanidad”. Señala a los jóvenes un nuevo modelo de hombre: el “hombre-mundo”. Se desarrollarán a continuación movimientos de mayor alcance: Jóvenes por un Mundo Unido (1985) y para los adolescentes, Chicos por un Mundo Unido (1984).

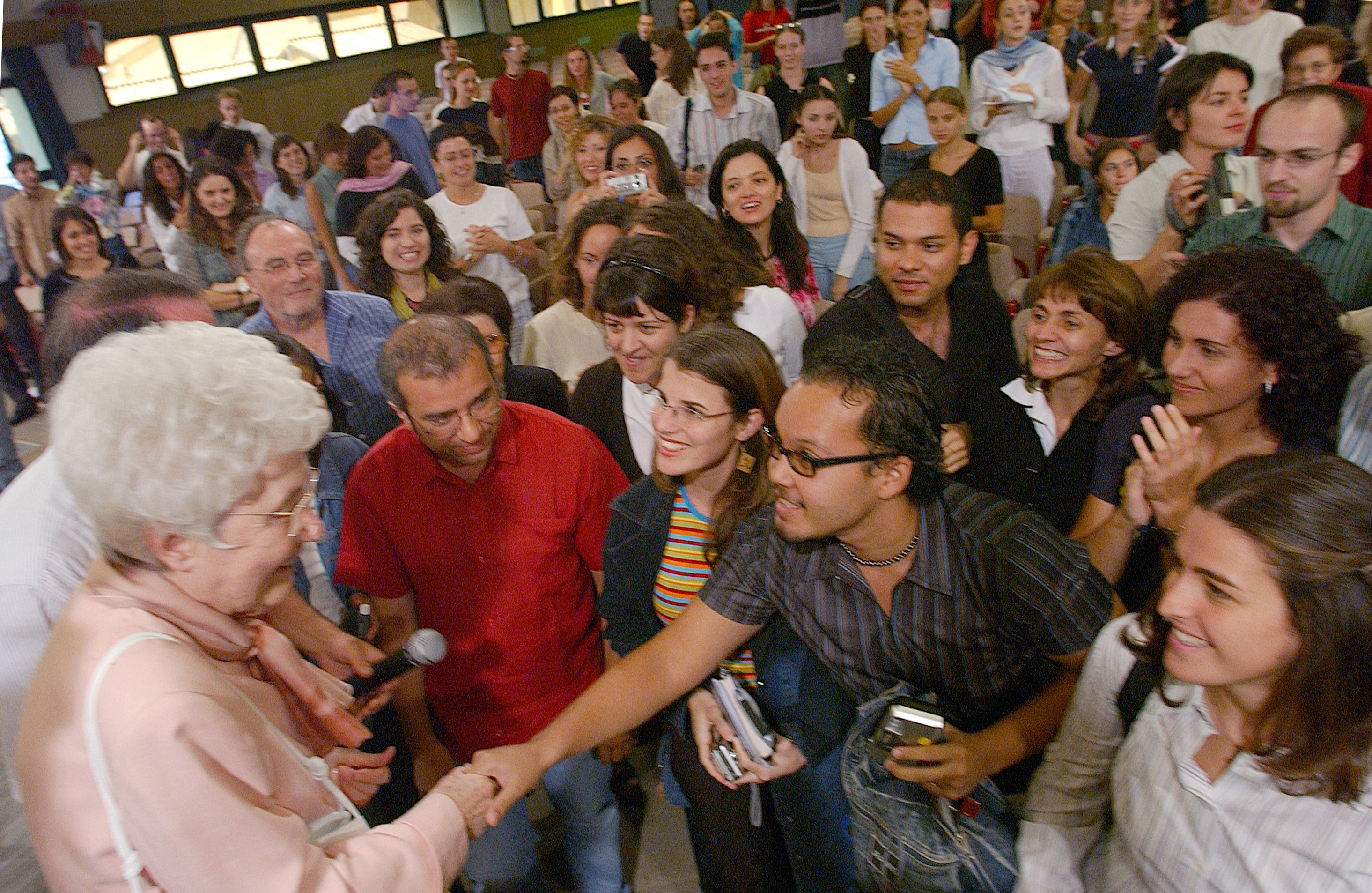
Chiara Lubich ad un incontro del Movimento dei Focolari

#### El hombre-mundo
Ya en 1972 Chiara prevé que el encuentro entre pueblos y culturas del mundo entero “será irreversible” y marcará “un giro en la humanidad”. Señala a los jóvenes un nuevo modelo de hombre: el “hombre-mundo”. Se desarrollarán a continuación movimientos de mayor alcance: Jóvenes por un Mundo Unido (1985) y para los adolescentes, Chicos por un Mundo Unido (1984).

#### Crisis de la familia: Movimiento Familias Nuevas
El profundo cambio sociocultural de los años sesenta también sacude hasta los cimientos a la que era, hasta ese momento, la célula base indiscutible de la sociedad: la familia. En 1967 Chiara confía a las familias que vivían desde hacía años el ideal de la unidad a las familias desmembradas o amenazadas por la separación y les pide también “vaciar los orfanatos”. Toma forma el movimiento Familias Nuevas.

#### Hacia la Iglesia-comunión
Desde los años 1946-1947 Chiara mantiene correspondencia con religiosas de distintas congregaciones, sacerdotes y religiosos franciscanos, que se sentían llamados a vivir para aquella “unidad que deberá atar a todos con el dulce vínculo del Amor”, “hasta los confines del mundo”. Desde entonces, más tarde, también los obispos redescubren la propia vocación, sus carismas, y contribuyen a la comunión y a la renovación de la Iglesia. Chiara da forma a ramas específicas para ellos.

#### África: hacer justicia
En 1964 recibe un urgente pedido de ayuda del pueblo de Fontem, en el corazón de los bosques del Camerún angloparlante, en riesgo de extinción, a través de monseñor Julios Peeters, obispo de Buena, en Roma, a causa del Concilio Vaticano II. Chiara envía entonces a aquel lugar a focolarinos médicos y enfermeros. Ella misma va a Fontem en 1966, 1969 y 2000. Aparecen un hospital, escuelas y muchas otras obras, bajo el signo de “hacer justicia para saldar la deuda de la Europa colonizadora con África”, como comunica a los jóvenes del Movimiento que reúne en una amplia comunión de bienes que duró varios años y fue relanzada en el año 2000. Fontem se convierte en una ciudadela que testimonia la fraternidad entre europeos y africanos, y entre etnias locales. Es un centro de irradiación del espíritu de la unidad en el continente. Cuando regresa de Fontem, en 1969, al hablar a los jóvenes acerca de la escuela de formación de la ciudadela internacional de Loppiano, enfatiza especialmente a los valores típicos de la cultura africana. Le urge un encuentro entre las culturas y afirma:

No estamos completos si no “somos humanidad”. Somos humanidad si llevamos dentro todas las culturas

#### Este europeo: más allá del muro
En 1954 Chiara se reúne con el obispo Pavel Hniliça, que había huido de Checoslovaquia, quien le revela el drama de la Iglesia perseguida. Desde el año 1955, también gracias al aliento de Pío XII y de los obispos alemanes, algunos focolarinos y focolarinas se trasladaron a Checoslovaquia y luego a la Alemania oriental y algunos países limítrofes. Chiara les había dado una línea de conducta bien precisa: ser “trabajadores perfectos”, basar su presencia en el amor evangélico y en el respeto por las leyes del país. Visitó Berlín nueve veces, tanto antes como después de la construcción del muro. En agosto de 1991, 6500 miembros del Movimiento de los Focolares, provenientes de países de Europa del Este pertenecientes al bloque comunista, se encontraron por primera vez con Chiara y entre ellos en Katowice (Polonia).

### Por la “caída de los muros de Occidente”
Noviembre de 1989: cae el muro de Berlín y Europa da vuelta la página con la Guerra Fría y la ruptura en dos bloques. La reacción de Chiara está sintetizada en estas palabras: “Y ahora deben caer también los muros de Occidente”. En esta perspectiva, en los años noventa del siglo pasado y a las puertas del nuevo milenio, Chiara sigue trabajando con una apremiante presencia en la escena cultural y política internacional.

#### Una Economía de comunión
En mayo de 1991 se dirige a San Pablo (Brasil). La miseria de las favelas que, como una corona de espinas, rodean a la ciudad, le sugiere el proyecto por una Economía de Comunión (EdC) con el cual plantea una nueva praxis y teoría económicas que apuntan a cambiar las reglas del sistema económico-social vigente. El proyecto será aplicado muy pronto por parte de empresarios de distintos continentes y suscitará un notable interés por parte del mundo académico internacional, demostrado también al conferírsele a Chiara el doctorado honoris causa en economía. En 1999, ella misma presentará la Economía de Comunión en la Conferencia del 50° del Consejo de Europa en Estrasburgo (Francia). Al conferirle un alto honor, el presidente de Brasil reconocerá en la EdC “una forma innovadora y eficaz de lucha contra la pobreza y la exclusión”.

#### Una política por la unidad
En un momento de profunda crisis de los partidos históricos de Italia, el 2 de mayo de 1996, en Nápoles, invitada a un encuentro por un grupo de exponentes políticos de distintos partidos y coaliciones, les propone en primer lugar la fraternidad, que, asumida como categoría política en función del bien común, debe animar las relaciones también entre los políticos de distintas alineaciones. Muy pronto esta “semilla” encuentra terreno fértil y se arraiga en contextos sociopolíticos de otros países de Europa, Asia y América, dando forma al Movimiento Político por la Unidad (MppU). 
En varias ocasiones Chiara esboza los fundamentos en sus encuentros con parlamentarios de Eslovenia, Francia (Estrasburgo), República Checa, Brasil (1998) e Italia (2000).
En España, en el año 2000, es recibida por el presidente del Parlamento catalán, Joan Rigol, y posteriormente se reunió con diputados, ante quienes habló de “la fraternidad como categoría política”. En Madrid pronuncia una conferencia en la Oficina del Parlamento Europeo en España.En su viaje a Iglaterra, en el año 2004, habló a un grupo de parlamentarios en la Cámara de los Comunes, en el Palacio de Westminster, sobre: “Libertad, igualdad… ¿qué ha sucedido con la fraternidad?”.
Interviene acerca de la unidad de los pueblos en el Simposio de la Conferencia Mundial de las Religiones por la Paz (WCRP), que tiene lugar en la sede de la ONU en Nueva York (1997). En noviembre de 2001 se encuentra en Viena para una gran convención cuyo título es “1000 ciudades para Europa”, donde propone “el espíritu de fraternidad universal en la política como clave de la unidad de Europa y del mundo”. El 12 de septiembre de 2004 realiza su última intervención pública en Roma, en ocasión de la Segunda Jornada Internacional para la Independencia.

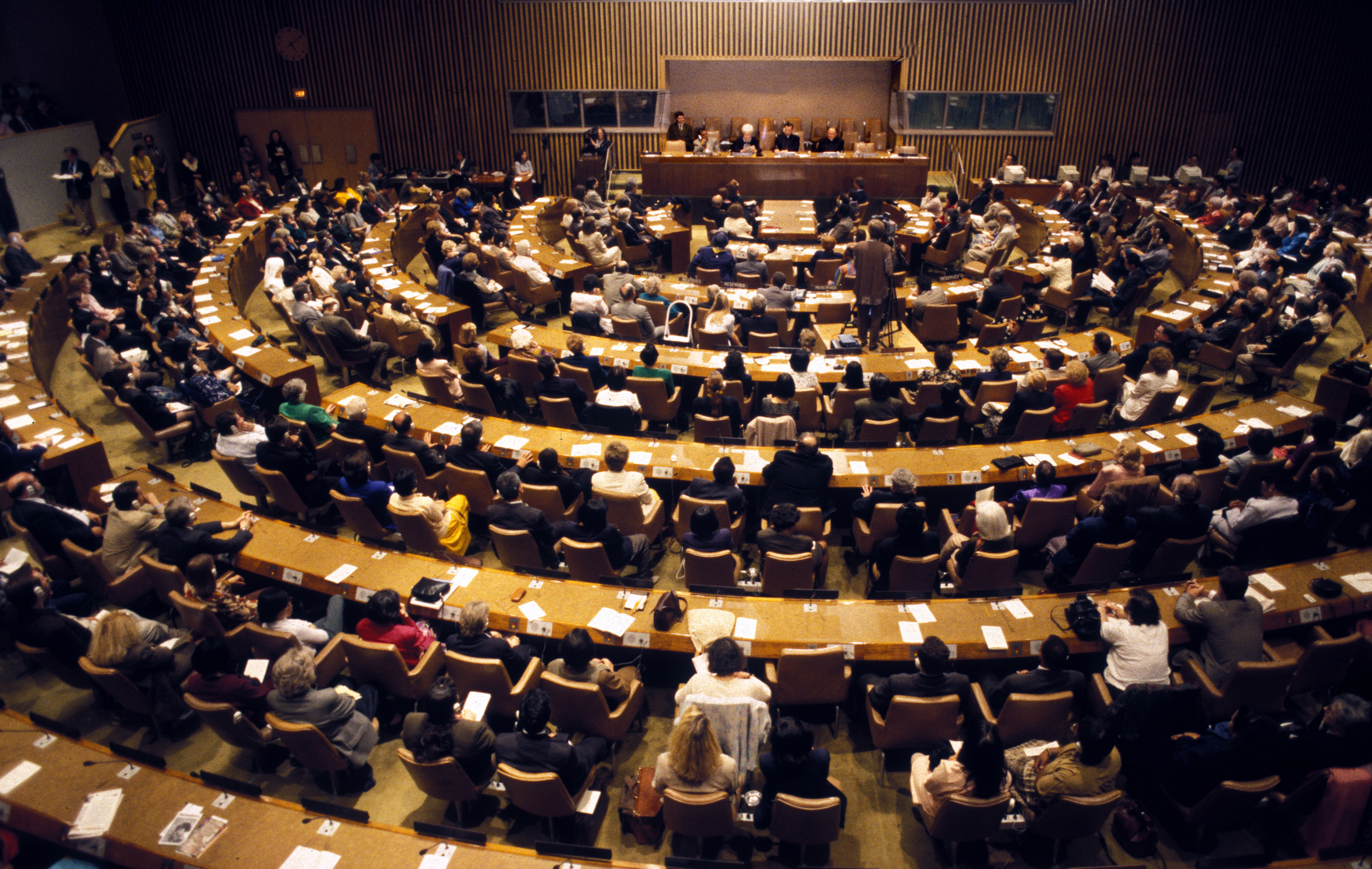
Chiara Lubich - Onu

#### Una cultura interdisciplinaria
El “Siglo breve” cierra su parábola con una progresiva intensificación de una crisis cultural signada por la fragmentación del saber y por la búsqueda de un nuevo pensamiento.
Es significativo, en este contexto, el impulso dado por Chiara a la Escuela Abbá, un centro de estudios interdisciplinarios con sede en el Centro internacional del Movimiento en Rocca di Papa, asistida por el aporte calificado del obispo, filósofo y teólogo Klaus Hemmerle. Surgido a principios de los años noventa, este centro cultural se dedica a dilucidar el específico alcance culturaly social que, desde 1949, estaba convencida de haber alcanzado en las iluminaciones del ’49, con el fin de evidenciar las múltiples implicancias innovadoras para los distintos ámbitos del saber.
Con los años, aquellas innovaciones, si bien iniciales, encuentran expresión y reconocimiento a nivel académico, a través del otorgamiento de numerosos doctorados honoris causa por parte de universidades de Europa, América y Asia. Mencionamos solo dos en países de habla castellana.
En junio de 1997 Lubich llega a México. Por ser considerada una de las líderes religiosas y sociales más importantes del siglo XX, además de ser fundadora del Movimiento de los Focolares, la Universidad La Salle le otorga el doctorado honoris causa en Filosofía.
En la Pascua de 1998, Lubich visitó por última vez la Argentina. En Buenos Aires es declarada visitante ilustre, recibe un doctorado en la Universidad de Buenos Aires, se reúne con líderes religiosos, como el cardenal Jorge Bergoglio, y sociales. Chiara dirige un mensaje donde se cruzan las más altas exigencias espirituales con el compromiso social, económico y cultural.
En diciembre de 2007, Chiara estampa la firma para la última fundación largamente soñada por ella: el Instituto Universitario Internacional Sophia, que tiene su sede en la ciudadela de Loppiano (Firenze).

### “Mujer del diálogo”
En un mundo sacudido por conflictos desgarradores, Chiara se ha convertido, más allá de toda previsión, en protagonista y a menudo pionera del diálogo a 360 grados entre personalidades, movimientos y personas al interno de la Iglesia católica, con cristianos de distintas iglesias, con seguidores de otras religiones e incluso con personas sin convicciones religiosas. Sus ideas más innovadoras consisten no solo en la aplicación directa de los principios evangélicos, sino en la interacción con las demás razas y religiones del mundo, sin rastro alguno de proselitismo ni de sincretismo. El camino del diálogo es asumido y señalado por ella como camino privilegiado para alcanzar la unidad de la familia humana, ya que conduce a quienes no se conocen a redescubrirse como hermanos, parte de una misma familia.
Se abren de este modo nuevos caminos en el “diálogo de la vida” entre diferentes creencias, culturas y pueblos con el objetivo de la paz y la unidad en los ideales de justicia y libertad. Un diálogo no exclusivo de los dirigentes, de los especialistas, “un diálogo del pueblo”. Estas fronteras han obtenido el reconocimiento de distintos líderes religiosos.
Como bien lo han comprendido los budistas tailandeses, que al manifestarse sobre Chiara, dicen: “Chiara es una madre excepcional, que posee solamente el amor y lo da totalmente, es una persona sabia y capaz de indicar el camino seguro para nuestra vida”. El papa Juan Pablo II, ahora santo, en un mensaje dirigido a Chiara por el 60° aniversario de la fundación de los Focolares, definió a los miembros de su Obra como “apóstoles del diálogo”.
En varias ocasiones Chiara ha evidenciado qué es lo que exige el primer paso para iniciar este diálogo. Lo expresa en solo dos palabras: “hacerse uno”: 

“hacerse uno” exige aquel amor que es “nada de sí”, que sabe abrirse totalmente al otro, para entrar en la piel del otro, ver el mundo como lo ve el otro.

#### Reconciliación entre los cristianos
La página ecuménica del Movimiento se abre en la época en la cual el papa Juan Pablo II ubica la unidad de los cristianos entre los primeros objetivos del Concilio Vaticano II. Comienza en 1961, justamente a partir de Alemania, donde había tenido su origen la ruptura de la cristiandad occidental, cuando, en Darmstadt, Chiara, invitada por algunas religiosas luteranas, narra su experiencia cristiana. Están presentes también tres pastores luteranos que, conmovidos por su radicalidad evangélica, deciden que su espiritualidad se difunda también en su iglesia.
Una invitación que será seguida después por la de numerosos líderes cristianos que reconocen en su espiritualidad un puente para el encuentro entre las distintas tendencias al interno de la misma Iglesia y entre las iglesias. En 1966 Chiara es recibida en Londres por el arzobispo de Canterbury, doctor Michael Ramsey, primado de la Comunión anglicana, y luego por sus sucesores.
Entre 1967 y 1972 visita ocho veces Estambul, donde establece un profundo diálogo fraterno con el patriarca ecuménico ortodoxo de Constantinopla, Athenágoras I, con quien mantendrá 24 audiencias. Luego tendrá encuentros también con Dimitrios I y Bartolomeo I. En esos mismos años establece relaciones fraternas con personalidades de las Iglesias Luterana y Reformada.
Al momento de la conclusión de la vida terrena de Chiara, en el periódico oficial de la Federación Luterana mundial, el secretario general, Dr. Ismael Noko, reconoció que muchos luteranos habían obtenido su inspiración de “esta mujer laica”.
A partir de 1967 comienzan los contactos y la colaboración con el Consejo Ecuménico de las Iglesia, que visita en 1967, 1982 y 2002. El secretario general, Samuel Kobia, en marzo de 2008 expresa “profunda gratitud por el don de Dios que ha sido para el movimiento ecuménico”, y da por seguro que “continuará a motivar e inspirar las obras para la reunificación de la unidas visible de la Iglesia”.
También estrecha una profunda y durable amistad con frère Roger Schutz, fundador de la comunidad ecuménica de Taizé. Hoy son miles los cristianos en las distintas iglesias que comparten la espiritualidad de Chiara, contribuyendo a la comunión recíproca.

#### Comunión entre movimientos eclesiales católicos y nuevas comunidades
En la vigilia de Pentecostés de 1998, en la plaza San Pedro, en el Vaticano, se produce el primer gran encuentro de los movimientos eclesiales y las nuevas comunidades convocado por Juan Pablo II. El Papa habla del redescubrimiento de la dimensión carismática de la Iglesia, de la cual los movimientos eclesiales y las nuevas comunidades son su expresión. Reconoce en ellos, por don del Espíritu recibido, una respuesta providencial a los dramáticos desafíos de estos tiempos, y augura nuevos “frutos de comunión y compromiso”. Chiara toma la palabra junto a don Luigi Giussani, Jean Vanier y Kiko Arguello. Desde entonces se dedica con particular pasión a profundizar el camino de la comunión entre fundadores, responsables y miembros de los movimientos y nuevas comunidades.

#### “Juntos por Europa”
Esta nueva época de comunión suscita, en los responsables de los movimientos y nuevas comunidades de otras iglesias, el deseo de unirse: a partir de 1999 se establece una red de colaboración entre católicos y luteranos, red que se difunde progresivamente en muchas otras iglesias de Europa. El resultado es una gran acción continua que toma el nombre de “Juntos por Europa”, al mismo tiempo ecuménica y política, para contribuir a dar un alma nueva al Viejo Continente en el difícil proceso de integración entre el Este y el Oeste. La primera gran manifestación que tiene a Chiara entre los protagonistas se da en 2004 en Stuttgard con la participación de 9000 personas en conexión con otros 163 eventos paralelos.

#### Con las demás religiones por la paz
Mientras la veloz y progresiva transformación mundial hacia una sociedad cada vez más multicultural y multirreligiosa presenta desafíos inéditos, desde el año 1981 y luego desde 1997 hasta 2003, se abren nuevas perspectivas para el diálogo interreligioso. En 2004, en el Westminster Hall, de Londres, Chiara, hablando a un numeroso público de distintas religiones y culturas, plantea una estrategia de fraternidad para imprimir un giro en las relaciones internacionales. Prefigura el “nacimiento de un mundo nuevo”: la unidad de la familia humana.

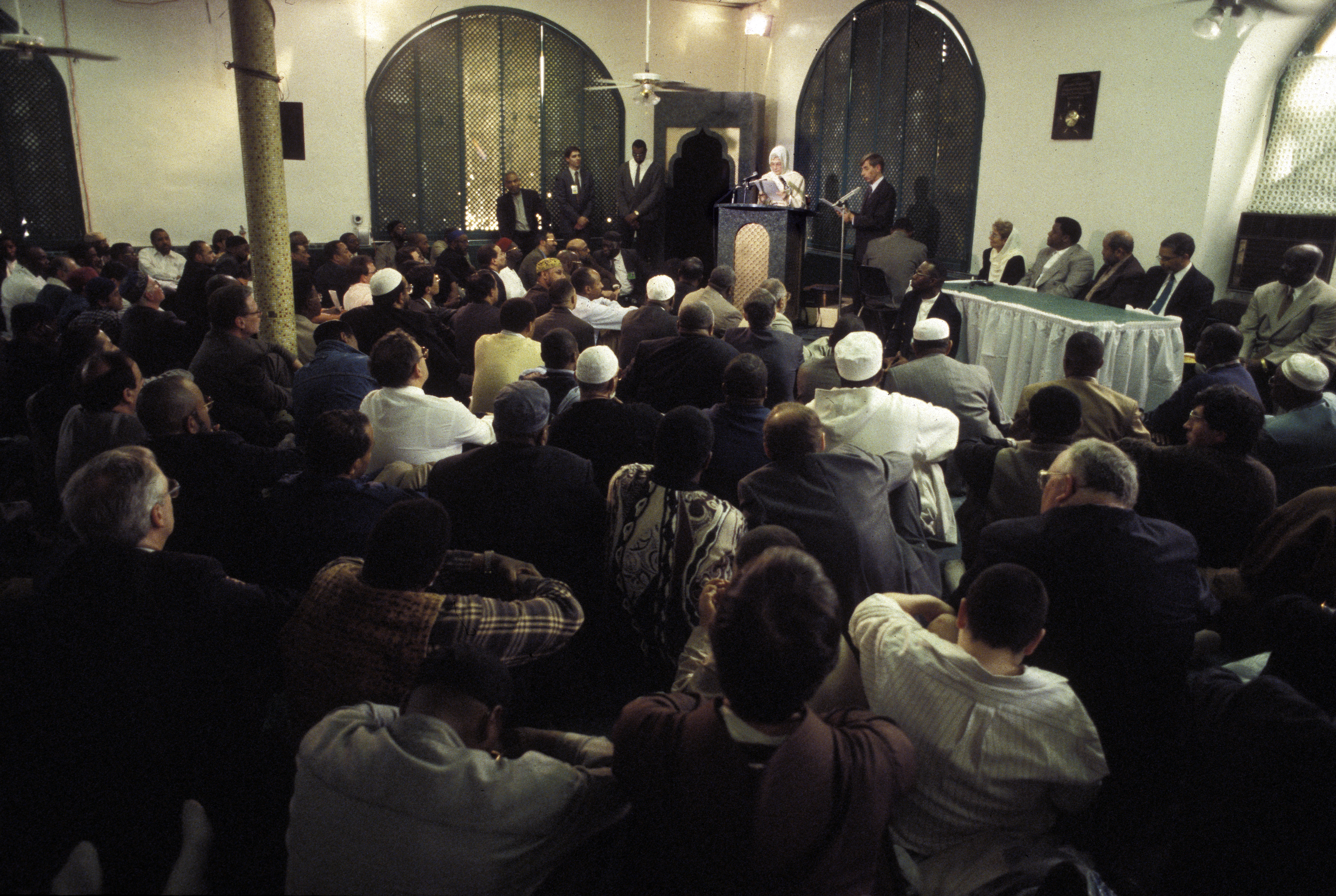
Chiara Lubich visita Moschea Haarlem

En 1977, en Londres, recibe el Premio Templeton para el progreso de las religiones. Al exponer su experiencia cristiana en su discurso de agradecimiento había aludido a los primeros contactos entre miembros del Movimiento de los Focolares con judíos, musulmanes y budistas entretejidos en los países donde el Movimiento estaba presente y había citado a los más grandes místicos de estas religiones, que exaltan el amor como la esencia de cada cosa. La repercusión suscitada en personalidades de distintas religiones presentes fue para ella una clara señal que le permitió intuir que debía dar un desarrollo concreto al diálogo interreligioso.
En 1981 Chiara expone en Tokio su experiencia espiritual delante de 10 mil miembrosde la asociación budista laica RisshoKosei-Kai por invitación de su fundador, NikkyoNiwano, a quien había conocido en Roma dos años antes. Es la primera mujer y cristiana que toma la palabra en un templo budista. En enero de 1997 va a ChiangMai, en Tailandia, donde es invitada a hablar frente a 800 monjes y monjas budistas.
En mayo de ese mismo año visita la mezquita de Harlem, en Nueva York, donde también expone su experiencia cristiana citando elementos comunes al islam, delante de 3000 musulmanes miembros de la Muslim American Society, el ala pacifista afroamericana, y afianza un pacto de fraternidad con su líder, W. D. Mohamed.
En abril de 1998 se encuentra en Buenos Aires con miembros de la comunidad judía de la Argentina y de Uruguay, gracias a la invitación de la B’nai’ B’rith y otras organizaciones judías.
En 2001 tiene lugar su primer viaje a la India. “Es la hora de derribar los muros de la separación y descubrir el jardín del otro”, había dicho la profesora KalaAcharya, hindú, entre los promotores del encuentro en el campus universitario del BaratiyaSanskritiPeetham en Mumbai, donde Chiara fue invitada. Instituciones académicas hindúes y movimientos gandhianos del Tamil Nadu le confieren el Premio “Defensora de la paz”. Regresa en 2003, donde toma contacto también con la dirigente del vasto movimiento hindú SwadhyayaFamily.
En 2002, entre los testimonios oficiales por la paz ofrecidos por los representantes de distintas iglesias y religiones en la Jornada de oración por la paz en Asís, presidida por Juan Pablo II, Chiara y Andrea Riccardi son los encargados de intervenir en representación de la Iglesia católica.

#### Diálogo con personas de convicciones no religiosas
En 1978 Chiara le da impulso al inaugurar el Centro para el diálogo con los “no creyentes”, luego denominado diálogo con personas de convicciones no religiosas. En ocasión del primer congreso, en 1992, afirma que “son parte esencial del Movimiento de los Focolares, porque los valores de solidaridad y justicia que promueven, contribuyen al proyecto de unidad hacia el cual mira su obra”.

#### Diálogo con la cultura
Es un diálogo que puede considerarse con toda justicia típico de Europa y, a través de Europa, de todo el Occidente. En el curso de su último viaje a Brasil (1998), con una carta, Chiara comunica a los miembros del Movimiento en el mundo la exigencia de un siguiente salto de calidad en el plano cultural. Desde entonces anima y orienta el nacimiento y el desarrollo de redes internacionales constituidas por estudiosos y congresos de expertos de distintas disciplinas, que promueven cursos de formación y publicaciones. De hecho, la espiritualidad que brota del carisma de Chiara conforma los ambientes más diversos: el arte y la medicina, la política y la pedagogía, la ecología y la comunicación.

### Los últimos años

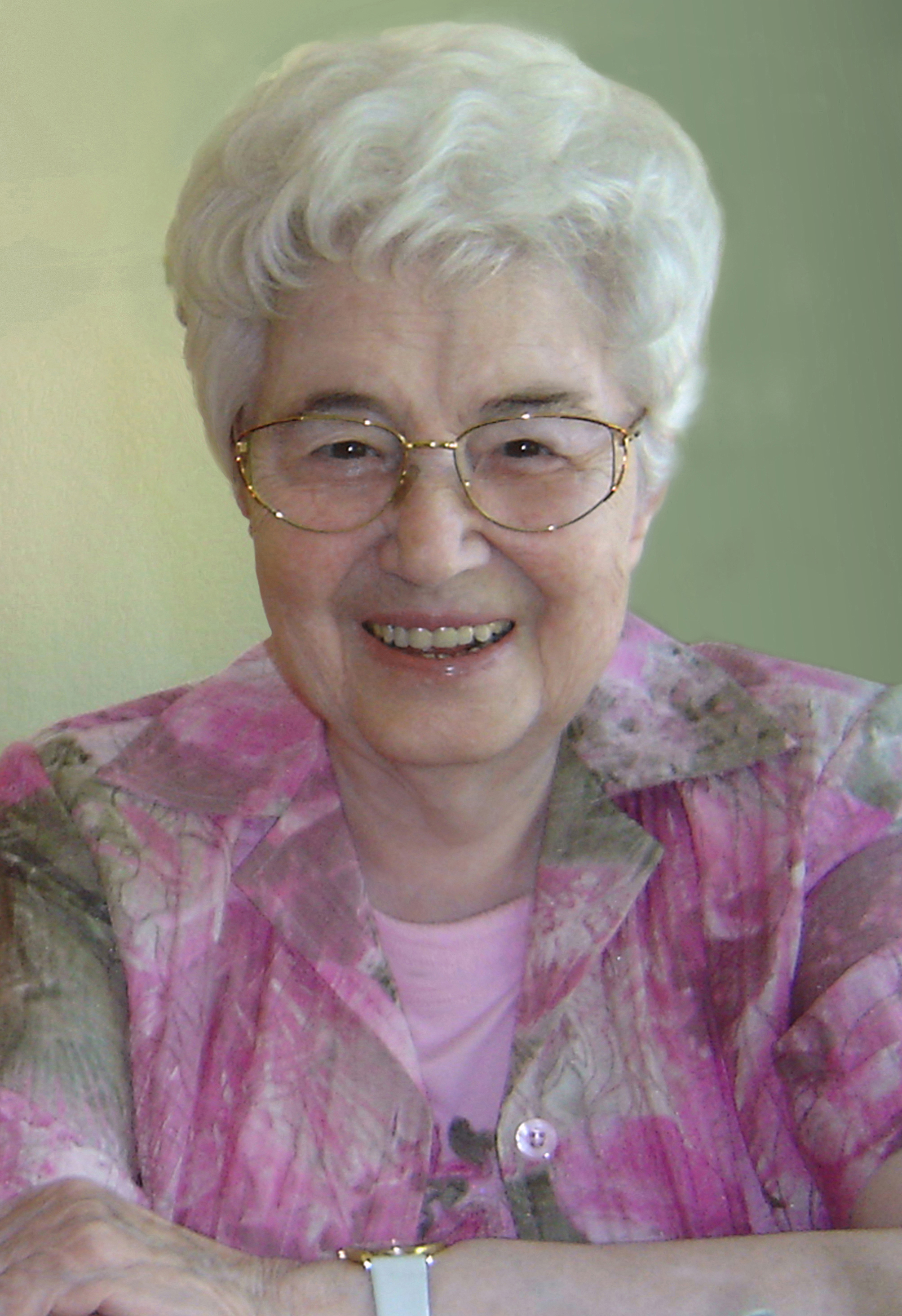
Chiara Lubich primo piano

#### La “noche de Dios” y la “noche de nuestra época”
También para Chiara, como para la Madre Teresa de Calculta y otras personas de elevada profundidad espiritual, la biografía no puede ignorar un rostro “oculto”, misterioso aunque de notable importancia: se trata de aquello que, en el lenguaje de la mística, desde san Juan de la Cruz en adelante, se conoce con el nombre de “noche”. Su vida había estado marcada, como ella misma había dicho, por “cumbres luminosas de amor y por abismos oscuros de dolor”. La culminación es en la “noche de Dios”, la última grave prueba hacia el final de su vida (2004-2008), cuando parecía que “Dios se hubiese ocultado, como el sol que desaparece en el horizonte y no se ve más”. Una “noche” personal que, como se lee en su último escrito de 2006, se proyectaba sobre “la noche de nuestra época”. Una vez más Chiara indicaba como camino de salida la “noche más oscura” sufrida por Jesús en la cruz, cuando llega a gritar “el abandono” del Padre. Señala los “signos de resurrección” en las distintas expresiones de su obra, en parte concretadas en los campos de la política, de la economía, de la comunicación, del diálogo interreligioso y cultural; “resurrecciones” propiciadas por el amor fuel a “Jesús abandonado” en los más diversos dolores y oscuridades. Es su último mensaje público. Concluía con una nota luminosa:

Si caminamos hacia adelante en estos caminos podremos decir de verdad: “Mi noche no tiene oscuridad”, porque todas las cosas resplandecen en la luz.

#### El último saludo
A comienzos de febrero de 2008 es internada en el Policlínico Gemelli, en Roma. Durante su estadía recibe la visita del patriarca ecuménico de Constantinopla, Bartolomeo I, y una carta del papa Benedicto XVI en la cual el papa reconoce su compromiso constante por la comunión de la Iglesia, por el diálogo ecuménico y la fraternidad entre todos los pueblos, y el testimonio de su existencia dedicada a la escucha de las necesidades del ser humano contemporáneo.
El 13 de marzo de 2008, no habiendo ya ninguna posibilidad de intervención por parte de los médicos, obtiene el alta. Se apaga serenamente al día siguiente, el 14 de marzo, en su casa de Rocca di Papa, a la edad de 88 años.

#### El funeral
Las exequias se celebran en Roma, en la Basílica de San Pablo Extramuros, el 18 de marzo. Participan miles de personas, numerosas personalidades civiles y religiosas, tanto de la Iglesia católica como de las distintas iglesias cristianas, y representantes de otras religiones que brindaron su testimonio público. “Desde ahora, Chiara y su gran Ideal son herencia de la humanidad entera”, afirmó el monje budista tailandés Phara-MahaThongratana. Es muy amplia la cobertura en los medios internacionales. Benedicto XVI agradeció a Dios por el don a la Iglesia de “esta mujer de intrépida fe”, siempre fiel a la Iglesia, “casi con la profética capacidad de intuir el pensamiento de los papas y de anticipar su actuación”. Lee este mensaje del papa el cardenal Bertone, secretario de Estado, quien celebró la misa del funeral.

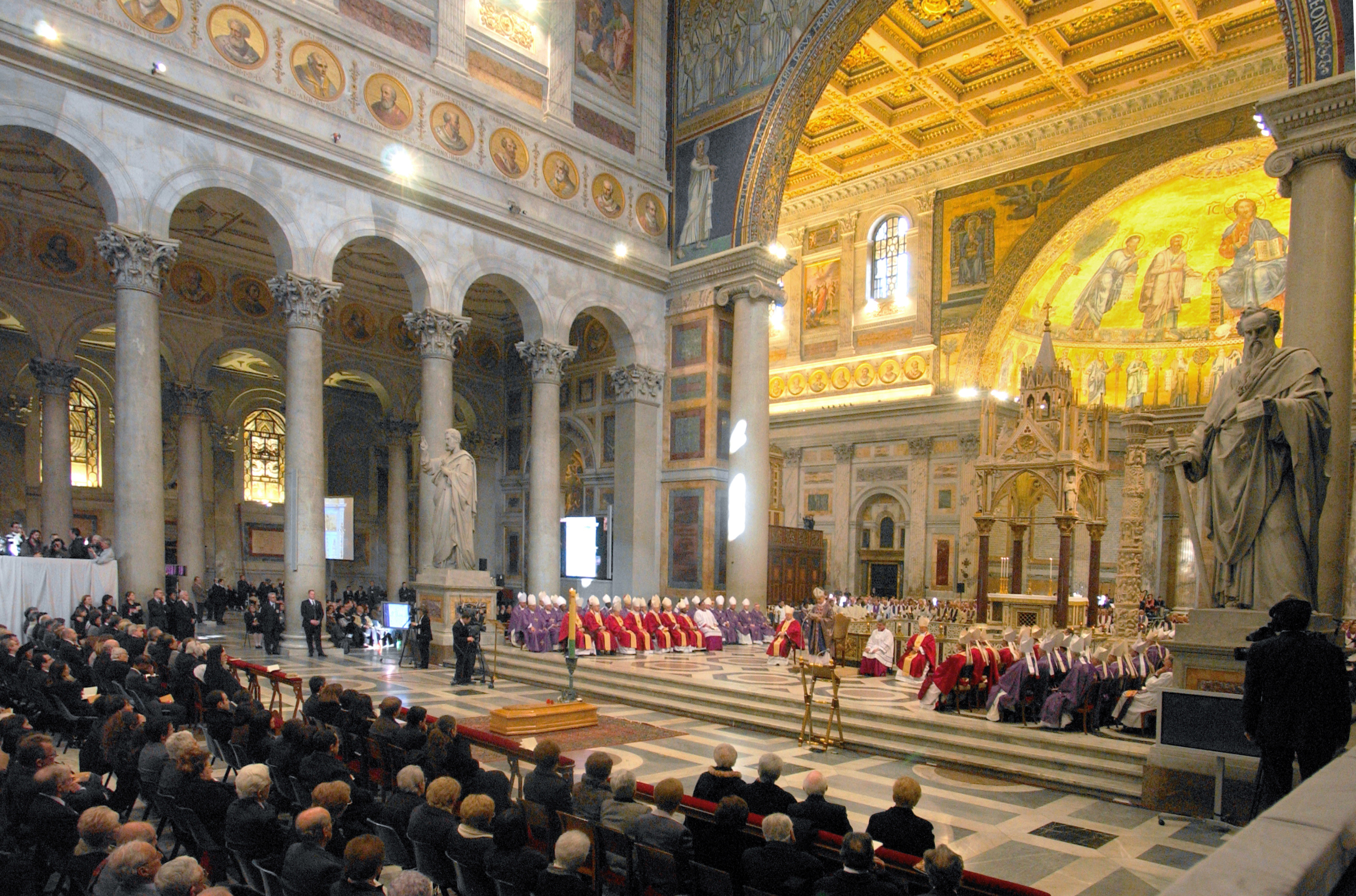
Funerales de Chiara Lubich

El 27 de enero de 2015, en la catedral de Frascati, tuvo lugar la apertura de su causa de beatificación y canonización con un mensaje del papa Francisco que evidencia las razones: “hacer conocer al pueblo de Dios la vida y las obras de aquella que, acogiendo la invitación del Señor, ha encendido para la Iglesia una nueva luz en el camino hacia la unidad”. El 10 de noviembre de 2019 se cerró la fase diocesana del proceso, que continúa en el Vaticano.

## Obras
Sus obras, traducidas en español, están editadas por Ciudad Nueva
Entre otras:
- Todos Uno
- El arte de amar en la familia
- El atractivo de nuestro tiempo
- Buscando las cosas de arriba
- Cristo a través de los siglos
- Dios con nosotros
- ¿Por qué me has abandonado?
- Santificarse juntos
- La vida, un viaje
- Lo esencial de hoy
- Un pueblo de santos
- El tiempo queda
- El grito
- Chiara Lubich. La Doctrina Espiritual
- María, transparencia de Dios
- Un camino nuevo
- Construir el "Castillo exterior"
- Unidos hacia el Padre
- La unidad y Jesús abandonado
- El arte de amar
- Meditaciones
- María, corazón de la humanidad
- Ser Palabra viva
- Dios te ama inmensamente